# Преториус, Иоганн
Иоганн Преториус (также известен как Рихтер; 1537 — 27 октября 1616) — известный немецкий математик и астроном конца XVI века.

## Биография
Преториус был судетским немцем. Он родился в городке Яхимов (Богемия). В 1557 году поступил в Виттенбергский университет. С 1562 по 1569 год жил в Нюрнберге. В 1571 году он стал профессором математики и астрономии Виттенбергского университета. Примерно тогда же он познакомился с учеником Коперника  Георгом Ретиком.
Профессор математики и астрономии в Альтдорфском университете в 1576—1616 годах.
Преториус умер в городке Альтдорф-Нюрнберг в возрасте около 79 лет.

## Научные достижения
Перу Преториуса принадлежат астрономические трактаты:
- De cometis, qui antea visi sunt, et de eo qui novissime mense Novembri apparuit (1578)
- Problema, quod iubet ex quatuor rectis lineis datis quadrilaterum fieri (1598)
- Eine Astronomische Karte (посмертное издание, 1663)

Астрономические инструменты Преториуса хранятся в Германском национальном музее в Нюрнберге.

Иллюстрации из сочинения Преториуса
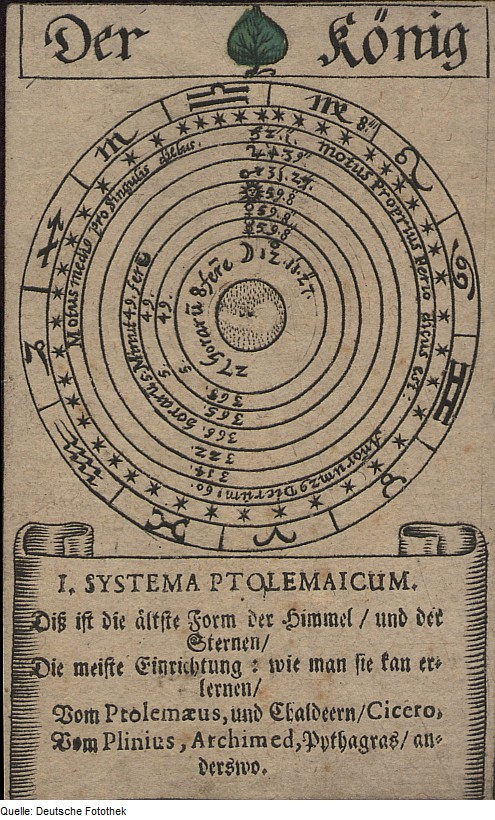
Геоцентрическая система мира
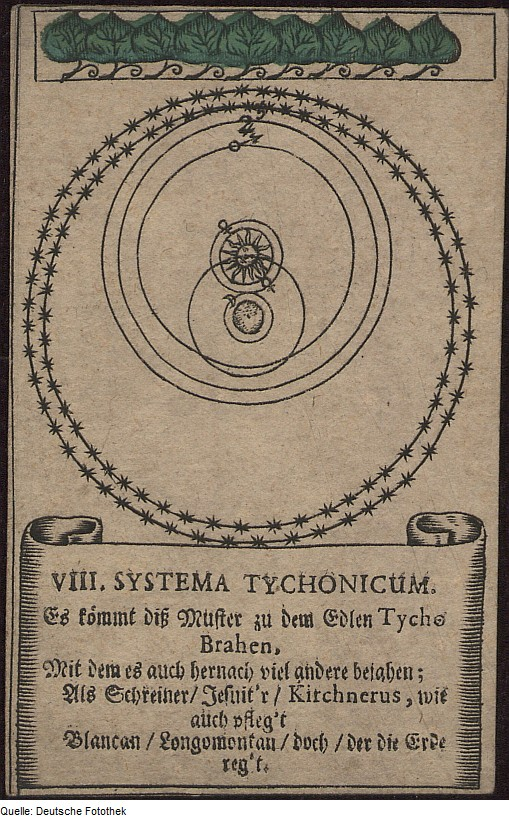
Гео-гелиоцентрическая система мира
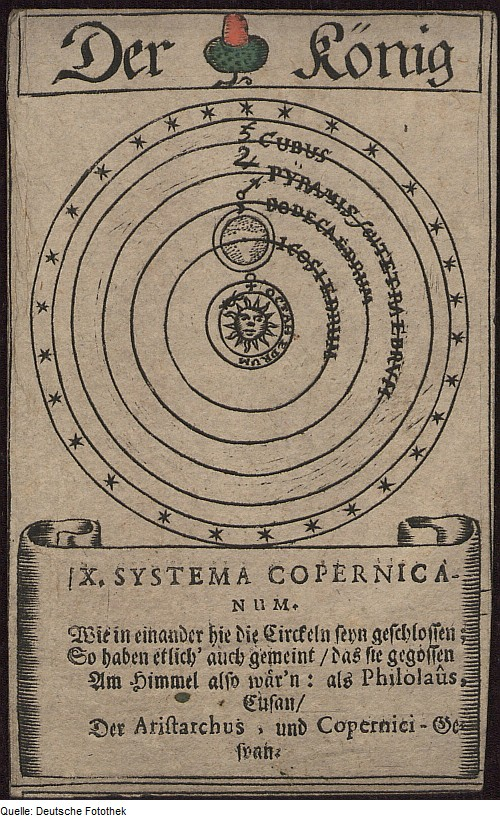
Гелиоцентрическая система мира